# Federação de Futebol da Arábia Saudita
A Federação de Futebol da Arábia Saudita (SAFF) é a entidade máxima do futebol na Arábia Saudita. Fundada em 1956, é responsável pela organização de campeonatos de alcance nacional, como o Campeonato Saudita, além da Copa do Príncipe e Copa do Rei. Também administra a Seleção Saudita de Futebol.